# Streptoprocne biscutata
La vencejo nuquiblanco brasileño (Streptoprocne biscutata), también conocido como vencejo nuca blanca, vencejo de nuca blanca o vencejo nuca blanca sudamericano, es una especie de ave apodiforme de la familia Apodidae.
Se puede encontrar en Brasil y Paraguay. Su hábitat natural son los bosques templados, bosques húmedos, bosques montanos y ambientes con altos niveles de degradación.

## Subespeciew
Tiene dos subespecies reconocidas.
- Streptoprocne biscutata biscutata
- Streptoprocne biscutata seridoensis